# The Bones of What You Believe
 The Bones of What You Believe — дебютный студийный альбом шотландской синтипоп-группы Chvrches, выпущенный 20 сентября 2013 года Virgin EMI Records и Goodbye Records. Записан в Глазго в период с 2011 по 2013 год.

## О альбоме
Название альбома происходит от отрывка из песни «Strong Hand». По словам вокалистки группы Лорен Мэйберри, «творчество и усилия», вложенные в запись альбома, образуют его, в прямом и переносном смысле, скелет. Во многом альбом записан под влиянием «неоновой» музыки восьмидесятых[прояснить].
The Bones of What You Believe получил в основном положительные отзывы критиков. Альбом дебютировал под номером девять в чарте альбомов Великобритании с тиражом в 12,415 копий в первую неделю. Он также достиг топ-пятнадцати в Австралии, Ирландии и Соединённых Штатах и первой двадцатки в Австрии и Канаде. По состоянию на сентябрь 2015 года, было продано порядка 120.318 копий в Великобритании и 184.000 копий в США.
Композиция «We Sink» является официальным саундтреком игры FIFA 14.
Из альбома было выпущено семь синглов: «The Mother We Share», «Recover», «Gun», «Lies», «We Sink», «Under the Tide» и «Tether».
Были выпущены клипы:
| Видеоклип           | Дата выхода     |
| ------------------- | --------------- |
| The Mother We Share | 5 августа 2013  |
| Recover             | 6 марта 2013    |
| Gun                 | 14 июня 2013    |
| Lies                | 4 ноября 2013   |
| Under the Tide      | 23 октября 2014 |

## Список композиций
Слова и музыка всех песен — Chvrches.
| №   | Название               | Длительность |
| --- | ---------------------- | ------------ |
| 1.  | «The Mother We Share»  | 3:12         |
| 2.  | «We Sink»              | 3:34         |
| 3.  | «Gun»                  | 3:53         |
| 4.  | «Tether»               | 4:46         |
| 5.  | «Lies»                 | 3:41         |
| 6.  | «Under the Tide»       | 4:32         |
| 7.  | «Recover»              | 3:45         |
| 8.  | «Night Sky»            | 3:51         |
| 9.  | «Science/Visions»      | 3:58         |
| 10. | «Lungs»                | 3:02         |
| 11. | «By the Throat»        | 4:09         |
| 12. | «You Caught the Light» | 5:37         |

## Участники записи
- Chvrches
- Эми Берроуз
- Мартин Кук
- Рич Кости
- Бо Хилл
- Эрик Айсип
- Крис Касич
- Боб Людвиг
- Джонни Скотт

## Чарты
| Чарт (2013)                            | Максимальная позиция |
| -------------------------------------- | -------------------- |
| Австралия (ARIA)                       | 13                   |
| Австрия (Ö3 Austria)                   | 18                   |
| Бельгия/Фландрия (Ultratop)            | 37                   |
| Бельгия/Валлония (Ultratop)            | 70                   |
| Канада (Canadian Albums Chart)         | 19                   |
| Нидерланды (Album Top 100)             | 68                   |
| Германия (Offizielle Top 100)          | 22                   |
| Ирландия (IRMA)                        | 12                   |
| Новая Зеландия (RMNZ)                  | 35                   |
| Норвегия (VG-lista)                    | 28                   |
| Шотландия (Scottish Albums Chart)      | 5                    |
| Швейцария (Schweizer Hitparade)        | 55                   |
| Великобритания (UK Albums Chart)       | 9                    |
| США (Billboard 200)                    | 12                   |
| США (Billboard Independent Albums)     | 1                    |
| США (Billboard Top Alternative Albums) | 3                    |
| США (Billboard Top Rock Albums)        | 5                    |

| Чарт (2014)                       | Позиция |
| --------------------------------- | ------- |
| US Independent Albums (Billboard) | 34      |
| US Top Rock Albums (Billboard)    | 71      |